# Carlo Trotti
Carlo Trotti (falecido a 27 de setembro de 1612) foi um prelado católico romano que serviu como bispo de Bagnoregio (1598–1612).

## Biografia
No dia 9 de outubro de 1598, Carlo Trotti foi nomeado durante o papado de Clemente VIII como Bispo de Bagnoregio, onde serviu como bispo até à sua morte a 27 de setembro de 1612. Enquanto bispo, foi o principal co-consagrador de Camillo Beccio, bispo de Acqui.